# Брахитерапия
Брахитерапия (контактная лучевая терапия, кюри-терапия (уст.)) — вид радиотерапии, когда источник излучения (Ra-226, Ir-192, I-125, Cs-137, Co-60) вводится внутрь поражённого органа. Преимущество метода заключается в возможности подведения максимальных доз лучевой терапии непосредственно на опухолевый очаг и в зону интереса при минимизации воздействия на критические органы и смежные ткани.
Широко используется в лечении опухолей шейки матки, тела матки, предстательной железы (простаты), влагалища, пищевода, прямой кишки, языка и др.

## История брахитерапии
Термин «брахитерапия» берёт своё начало от греческого слова др.-греч. βραχύς, что в переводе означает «короткий». В 1910 году, на заре прошлого столетия, американские ученые Д. Пасто и П. Дегрэ разработали методику лечения, обеспечивавшую доставку необходимой дозы радиоактивного вещества к предстательной железе, не прибегая к тотальному облучению организма пациента. Капсула Ra-226 была доставлена в поражённую зону через уретру. Немного позднее Б. Барринджером был предложен вариант введения радиоактивных микроисточников, воздействующих на опухоль, с помощью специальных игл, полых внутри — троакаров. Определённую лепту в становление брахитерапии внёс Р. Флокс, который совместно с коллегами предпринял попытку уничтожения раковых клеток посредством радиоактивного золота. Решительный поворот в развитии метода произошёл в 1970 году, когда на базе Мемориального госпиталя Нью-Йорка была осуществлена попытка открытого введения зёрен I-125 в зону локализации опухоли. Однако в этом случае процедура проводилась фактически вслепую, что приводило к неравномерному распределению микроисточников в очаге поражения, и к образованию «холодных» и «горячих» зон. В 1981 году Х. Холм и Дж. Гаммелгард использовали способ имплантации микроисточников в сочетании с трансректальным ультразвуковым сканированием. Данная форма врачебного вмешательства позволила специалистам контролировать качество производимых манипуляций на мониторе, что практически полностью исключает вероятность искажения траектории введения радиоактивных микроисточников и позволяет добиться равномерного их распределения в мишени. Эта технология легла в основу современного метода лечения онкологических заболеваний, известного как брахитерапия.

## Разновидности брахитерапии
На данный момент брахитерапия считается оптимальным решением для лечения пациентов со злокачественным поражением различных органов: тела и шейки матки, влагалища, предстательной железы, пищевода, прямой кишки, глаз и др. В соответствии со спецификой используемого медицинского оборудования, локализации опухоли, а также исходя из особенностей анатомического строения органов и тканей, принято рассматривать основные разновидности брахитерапии.
по локализации
- Внутриполостная (гинекология, проктология)
- Внутритканевая (простата)
- Внутрипросветная (пищевод, бронхи)
- Поверхностная (аппликационная)
- Внутрисосудистая

по способу применения
- ручная (manual afterloading) — установка и удаление излучающего элемента производится вручную.
- автоматизированная (remote afterloading) — Автоматизированная дистанционная последовательная загрузка источника. Источник находится в специальном контейнере и при выполнении процедуры автоматически доставляется в запланированную точку аппликатора по подводящим каналам, а затем возвращается в хранилище аппарата.

Актуальными на сегодняшний день аппаратами для автоматизированной брахитерапии являются: microSelectron, Gammamed, MultiSource, Нуклетрим и Брахиум (отечественные аппараты).
Внутриполостная брахитерапия (intracavitary) используется при локализации опухоли в органах имеющих полостное строение. В полость пациента вводят специальные аппликаторы, в которые затем доставляется радиоактивный источник по заранее запланированной программе лечения. Эта форма брахитерапии особенно распространена при опухолях матки, влагалища, анального канала и прямой кишки. Рассматриваемая технология также имеет место в процессе лечения органов, образующих просвет — пищевода, бронхов, желчных протоков и пр. В настоящее время внутриполостная брахитерапия осуществляется с помощью современных медицинских технологий, что даёт возможность грамотно рассчитать необходимую лечебную дозу, необходимую для борьбы с тем или иным видом злокачественного новообразования.
Внутритканевая брахитерапия (interstitial) применяется с целью лечения органов, преимущественно обладающих тканевой структурой. В этом случае радиоактивный микроисточник внедряется в поражённую ткань при помощи радиоактивных игл или аппликаторов в виде игл. В настоящий момент основной локализацией данного метода лечения является рак простаты. Однако существует 2 метода имплантации, которые имеют свои особенности: использование «временных» источников (в основном используется источник иридия) и постоянных источников (йод, палладий которые остаются в теле пациента после лечения). Одним из достоинств внутритканевой лучевой терапии является низкая вероятность осложнений, чего нельзя сказать при рассмотрении плюсов и минусов дистанционной лучевой терапии и хирургического лечения.
Внутрисосудистая брахитерапия является эффективным способом лечения рестеноза коронарных сосудов. Для достижения данной цели применяется источник, β- или γ- излучения, который на некоторое время интегрируется в просвет сосуда. Метод внутрисосудистой брахитерапии успешно применяется во всём мире. Однако при этом специалистами отмечается сложность практической реализации такого лечения в связи с необходимостью применения специализированной медицинской аппаратуры и высоких степеней радиационной защиты персонала. В настоящее время активно ведутся научные разработки, направленные на расширение доступности этого эффективного метода воздействия.

## Прочее
Успешность брахитерапии распространяется и на такую узконаправленную область медицинской науки, как офтальмоонкология. До недавнего времени единственно возможным способом лечения злокачественных поражений глазного яблока являлась фактическое его удаление, что приводило к резкому снижению качества жизни пациента. В клинической практике описаны случаи эффективного использования радиоактивных офтальмоаппликаторов, позволяющих осуществлять локальное облучение глаза. Таким образом, офтальмологическая брахитерапия является органосохраняющим методом медицинского воздействия, что обеспечивает высокий уровень социальной адаптации больного.
Проведение брахитерапии, как правило, осуществляется в амбулаторных условиях или с пребыванием пациента в клинике в течение нескольких дней. При выполнении рекомендаций медицинского персонала в послеоперационный реабилитационный период, пациент достаточно быстро возвращается к привычному образу жизни. Большинство людей, прошедших брахитерапию, не сталкивается с рецидивами заболевания в течение 10 лет, что, несомненно, доказывает преимущество выбора этого уникального метода лечения.

### Брахитерапия при раке предстательной железы

#### Общие сведения
Лечение рака предстательной железы является актуальной проблемой современной урологии. В настоящее время это заболевание — самое распространённое злокачественное поражение у мужчин, которое занимает второе место среди причин смертности от злокачественных образований. Благодаря проводимой программе скрининга с определением PSA, с каждым годом возрастает число впервые выявленных случаев рака предстательной железы. В 2003 г. оно составило 220 900, при этом 28 900 мужчин умерли от рака простаты. Вид лечения, который может быть предложен пациенту, зависит от стадии заболевания, возраста больного и наличия сопутствующих болезней. При ранних стадиях рака простаты и относительно молодом возрасте пациента, оптимальным выбором является радикальная простатэктомия (удаление предстательной железы хирургическим путём). Альтернативой радикальной простатэктомии является дистанционная лучевая терапия и брахитерапия. Если опухолевый процесс выявлен в поздней стадии, применяется лучевая терапия, гормональная терапия или их комбинация.

#### История брахитерапии при раке предстательной железы
Интересна история внедрения и развития брахитерапии рака предстательной железы. В 70-х годах XX века несколько центров в мире применяли брахитерапию для лечения этого заболевания. Имплантаты внедрялись в предстательную железу под визуальным контролем хирурга — онколога в ходе открытой полостной операции. Такое лечение было тяжелым по последствиям и малоэффективным, что связано с техническим несовершенством используемого в то время оборудования, которое приводило к неадекватной и неточной имплантации радиоактивных зёрен, а также с отсутствием в тот период времени объективных дозиметрических критериев для анализа дозы радиационного воздействия на предстательную железу. Новая волна интереса к применению брахитерапии отмечается с начала 80-х годов прошлого столетия, когда её стали применять в качестве дополнения к дистанционной лучевой терапии, а техника радикальной простатэктомии находилась в стадии развития и совершенствования. В конце 80-х начале 90-х годов под контролем более совершенного метода визуализации предстательной железы — трансректального ультразвука, и с помощью разработанной направляющей имплантационные иглы планшетки, стала развиваться методика чрескожной трансперинеальной брахитерапии для лечения локализованных форм рака простаты, когда отсутствуют метастазы, и опухолевый процесс не вышел за пределы органа. При этом удавалось достичь гораздо более высокой концентрации дозы облучения предстательной железы, чем при дистанционной лучевой терапии, и избежать лучевых повреждений соседних органов и структур.

#### Лечение рака предстательной железы брахитерапией в настоящее время
В настоящее время брахитерапия используется для лечения ранних стадий рака предстательной железы. В разных центрах используют отличающиеся между собой методики имплантации радиоактивных источников, но все специалисты следуют при этом рекомендациям авторитетного в области брахитерапии Американского общества брахитерапевтов. Эти рекомендации, в первую очередь, касаются перманентной (то есть постоянными имплантатами) низкодозной брахитерапии. В рекомендациях определены критерии отбора пациентов для этого лечения, сформулированы понятия групп высокого, среднего и низкого риска, рекомендованы оптимальные дозы лучевого воздействия, даны характеристики видов изотопа, предельные лучевые нагрузки для критических органов и т. д.
Брахитерапия заболеваний любой локализации является междисциплинарным видом лечебного воздействия. Американское общество брахитерапевтов и ESTRO рекомендуют создавать единые операционные команды по проведению процедур брахитерапии, в состав которых должны входить: врач узкой медицинской, как правило, хирургической специальности (уролог, ангиохирург, кардиохирург, гинеколог и т. д.), радиолог-онколог, медицинский физик, анестезиолог, операционная медицинская сестра и сестра-анестезиолог. Все эти специалисты тесно сотрудничают между собой на всех этапах подготовки брахитерапии, проведения, а также при оценке результатов лечения. Поэтому процесс обучения команды специалистов должен быть комплексным и затрагивать основные положения различных областей медицины.
В соответствии с рекомендациями Американского общества брахитерапевтов всем пациентам необходимо проводить дозиметрическое планирование до или во время имплантации, а также в обязательном порядке в контрольный срок — 4—6 недель после процедуры. Сегодня как метод визуализации чаще используют компьютерную томографию (КТ), поскольку она является наиболее распространённым, доступным, рентабельным и качественным способом получения изображения простаты и имплантированных источников.
Применяют и другие методы визуализации: УЗИ, МРТ, рентгеноскопию, которые необходимы для определения формы, размеров и локализации предстательной железы и для контроля расположения в ней имплантатов. Исследования следует выполнять на каждом этапе работы с пациентом. Общеприняты следующие этапы:
- предимплантационное планирование (Preimplant) за несколько дней или не более 4 недель до процедуры для дозиметрического планирования;
- интраоперационное планирование (Treatment planning) непосредственно во время процедуры;
- интерактивное планирование во время процедуры с использованием программного обеспечения для коррекции дозы облучения;
- постимплантационное исследование (Postimplant) через 4—6 недель после процедуры для дозиметрической оценки.

В качестве методов визуализации при проведении брахитерапии используются трансректальное ультразвуковое исследование (ТРУЗИ) или компьютерная томография (КТ). Вне зависимости от методики и способа получения изображений, во время имплантации отчётливо должна дифференцироваться так называемая «мишень». В это понятие входят следующие структуры: предстательная железа с контурами, её верхушка (Apex), основание (Base), перипростатическая клетчатка и семенные пузырьки. Дополнительно необходимо получить изображение мышц тазового дна на уровне Apex и прилежащих тканей на уровне Base в связи с возможной миграцией микроисточников в эти зоны.
В настоящее время распространены две методики перманентной брахитерапии постоянными имплантатами: под контролем ТРУЗИ и под контролем КТ. При имплантации под контролем компьютерной томографии сканирование для планирования выполняется за несколько дней до неё. Для лучшей визуализации основания предстательной железы и шейки мочевого пузыря, через уретральный катетер вводят рентгеноконтрастное вещество. Введение игл-троакаров для имплантации и радиоактивных источников контролируется постоянными КТ-сканированиями во время процедуры имплантации; на сроке 4—6 недель после проведения брахитерапии пациенту выполняется КТ-сканирование для постимплантационной дозиметрии.
Брахитерапия хорошо переносится даже пожилыми людьми с тяжёлыми сопутствующими заболеваниями. Уже на следующий день пациент может выписаться из клиники и вернуться к нормальной жизни. 79 % мужчин после лечения спокойно живут не менее 10 лет. Это высокий показатель.

#### Рекомендации на послеоперационный период после брахитерапии
На момент выписки из клиники после брахитерапии мощность излучения вокруг пациента на расстоянии 1 метр должна составлять не более 10 мкЗв/час, что соответствует требованиям  НРБ–2009 («Нормы Радиационной Безопасности») по обеспечению безопасности окружающих людей. Медицинский физик клиники, в которой проводилась брахитерапия, обязан с помощью дозиметра провести замеры мощности излучения вокруг пациента до того, как он покинет клинику, и вписать измеренные данные в выписку. Впоследствии выписка может понадобиться для объяснения, если при прохождении через контрольное оборудование, где установлены детекторы радиоактивности или наличия металла (аэропорты, вокзалы, некоторые предприятия и т. д.), пациент будет остановлен. Радиоактивность может фиксироваться только первые 6 месяцев после проведения брахитерапии, так как период полураспада 125I около 60 дней. При проведении контроля металлоискателями всегда будет существовать вероятность реагирования приборов на наличие металла в теле пациента, т. к. микроисточник представляет собой металлическую капсулу. На этот случай необходимо сделать ксерокопию выписки и всегда держать её при себе. Для выезда за границу может понадобиться выписка на английском языке. Её также можно запросить в клинике либо сделать нотариально заверенный перевод.
При выписке из клиники пациента должны ознакомить с рекомендациями, которые помогут в период послеоперационной реабилитации, позволят избежать возможных осложнений, и обезопасят близких людей:
- Первые две недели после операции:

- не рекомендуется поднимать ничего тяжелее 5 кг. Груз нужно поднимать плавно, без резких движений;
- не сидеть более 1,5—2 часов подряд;
- воздержаться от физических упражнений и нагрузок;
- следить за своевременным опорожнением кишечника и мочевого пузыря, не допуская их переполнения;
- избегать острой, жареной и жирной пищи. Воздержаться от употребления пива.
- Нельзя сажать на колени маленьких детей первые два месяца после операции.
- Необходимо проследить, чтобы беременные женщины не находились вблизи длительное время. Это также желательно соблюдать первые два месяца после операции.
- Существует вероятность выхода микроисточника наружу вместе с мочой. Особенно это предупреждение относится к пациентам, которые до брахитерапии проходили транс-уретральную резекцию (ТУР). Если пациенту удалось поймать момент выхода источника, не нужно брать его в руки. Можно взять микроисточник  пинцетом или другим подручным инструментом, поместить в какую-либо ёмкость и убрать в недоступное для детей место. При ближайшем посещении клиники необходимо передать ёмкость с микроисточником для последующей утилизации.
- В случае назначения лечения по любому другому заболеванию, перед выполнением назначений (особенно физиопроцедур) необходимо проконсультироваться с онкологом, проводившим брахитерапию. В течение первых двух лет после процедуры нужно быть особенно внимательным к этой рекомендации.

Через месяц-полтора после имплантации микроисточников, при условии, что послеоперационный отек предстательной железы спал и её размер вернулся к дооперационному (это станет известно при обязательном контрольном посещении клиники через 1—1,5 месяца после процедуры), а также после консультации с лечащим врачом, пациент может постепенно возвращаться к обычному образу жизни. Можно увеличивать вес поднимаемого груза, начать посещать бассейн, постепенно, начиная с самых простых, выполнять физические упражнения. В результате, через 3—4 месяца можно будет полностью вернуться к социально и физически активной жизни. 
Через 3 месяца после процедуры необходимо сдать анализ ПСА.
Через 6 месяцев после имплантации практически полностью завершается процесс распада радиоизотопов, но уже после выписки из клиники пациент безопасен для окружающих.	
Далее, в течение первого года, тест ПСА, а в случае необходимости  и контрольные УЗИ-исследования, нужно проходить каждые 3 месяца. В последующие годы это необходимо делать каждые полгода для контроля.